# Call of the Wild (Lee Aaron)
Call of the Wild è il terzo album in studio della cantante canadese Lee Aaron, pubblicato nel 1985.

## Tracce
1. Rock Me All Over (Lee Aaron, John Albani) – 3:57
2. Runnin' from the Fire (Aaron, Albani) – 3:00
3. Champion (Aaron, Albani) – 4:17
4. Barely Holdin' On (Joe Cerisano) – 4:42
5. Burnin' Love (Kix cover) (Amanda Blue, Holly Knight) – 3:44
6. Line of Fire (Marc Ribler, Bob Halligan Jr.) – 4:24
7. Beat 'em Up (Halligan, Jr.) – 3:04
8. Paradise (Aaron, Albani, Dick Wagner) – 3:26
9. Evil Game (Aaron, Albani, Wagner) – 3:52
10. Danger Zone (Aaron, Albani) – 3:11
11. Hot to Be Rocked (Simon Brierley, Aaron, Wagner) – 3:27